# Biegus płaskodzioby
Biegus płaskodzioby, biegusik (Calidris falcinellus) – gatunek małego, wędrownego ptaka brodzącego z rodziny bekasowatych (Scolopacidae). Jest narażony na wyginięcie.

## Występowanie
Biegus płaskodzioby zamieszkuje w zależności od podgatunku:
- C. falcinellus falcinellus – Skandynawia i północno-zachodnia Rosja. Zimuje we wschodniej i południowej Afryce, na Bliskim Wschodzie, w zachodnich i południowych Indiach oraz na Cejlonie. W Polsce regularnie spotykany podczas przelotów, głównie na wybrzeżu. Najliczniejszy w lipcu–wrześniu.
- C. falcinellus sibirica – Syberia między Tajmyrem a Kołymą. Zimuje w północno-wschodnich Indiach, Azji Południowo-Wschodniej (w tym na  Filipinach i w Indonezji) oraz w Australii.

W Polsce skrajnie nielicznie przelotny ptak, spotykany od połowy kwietnia do września, z czego najliczniej spotykany jest w czerwcu.

## Morfologia
WyglądBrak dymorfizmu płciowego, wiekowy słabo zaznaczony. Nieco mniejszy od biegusa zmiennego ptak o smukłej sylwetce, krótkich, brudnozielonych nogach, przez które wydaje się nieco ociężały i skulony oraz długi, z czarnym dziobem z nieco zagiętą końcówką. Odróżniany od innych biegusów po wielkości, wolniejszych ruchach, ciemnym wierzchu i białym spodzie. We wszystkich szatach biała brew. Dorosłe osobniki latem mają pióra na wierzchu biało-płowo zakończone, biały pas przypominający literę ,,V”, plamy w kształcie grotów na piersi oraz wyraźną, ciemną plamę na kantarku (u młodych ptaków rozmytą). Wierzch głowy ciemny. Dorosłe zimą są szare z wierzchu z czarnymi środkami piór na pokrywach skrzydłowych. Młode ptaki w szacie juwenalnej mają upierzenie jak u dorosłych, ale wierzch ciała bardziej kontrastowy, a kreski na piersi bardziej kuliste.
Wymiary średniedługość ciała ok. 15–18 cm
rozpiętość skrzydeł ok. 32–37 cm
masa ciała ok. 25–50 g

## Głos
W locie wydaje wibrujące, trelujące „cziurrip”, poza tym głos podobny do biegusa zmiennego.

## Ekologia i zachowanie

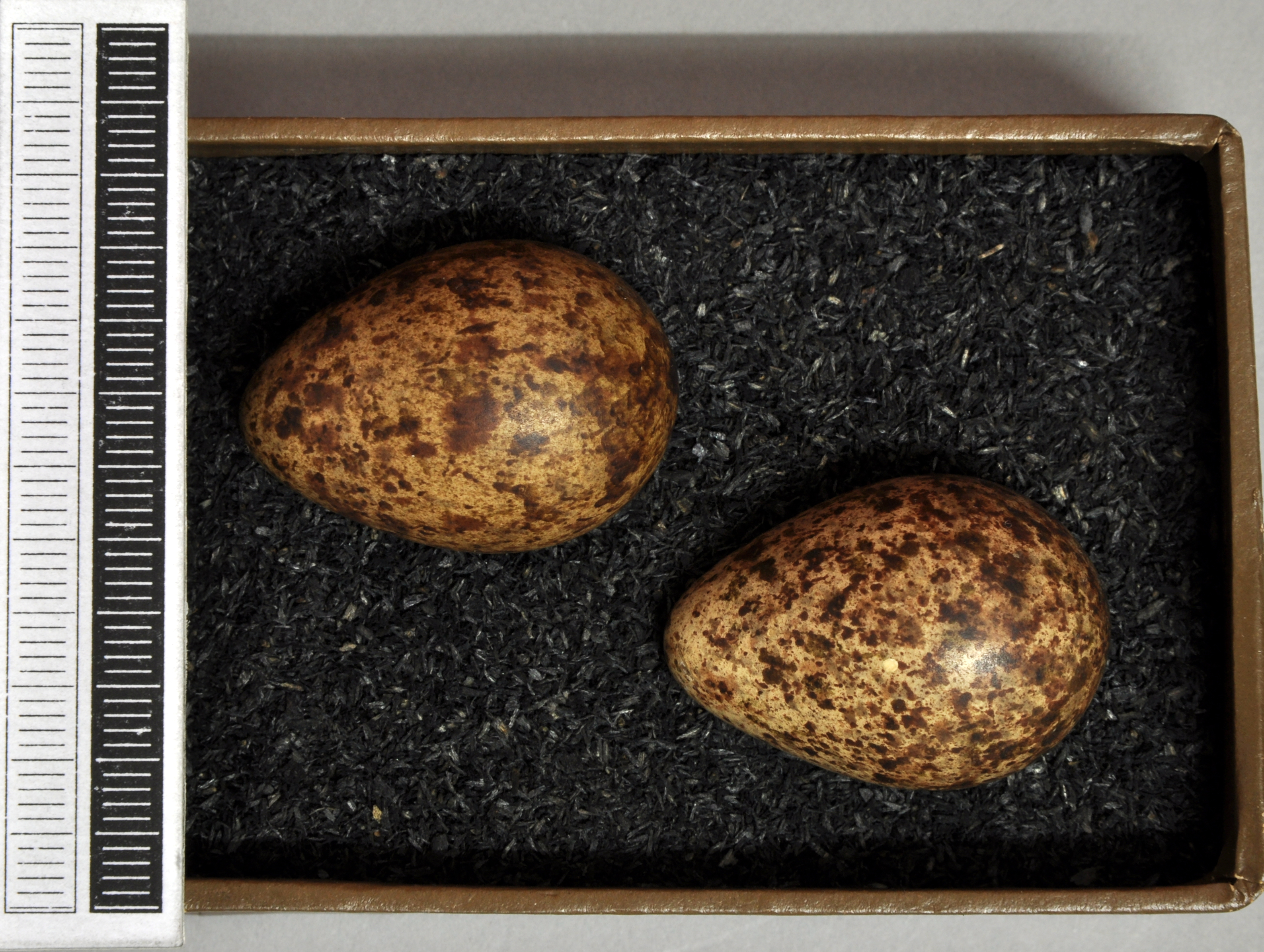
Jaja biegusa płaskodziobego mają brązowe tło z nieregularnymi, ciemnymi plamkami

### Tryb życia
Gniazduje pojedynczo lub w niewielkich skupieniach w północnej Eurazji, zimuje punktowo w południowej Azji i wschodniej oraz południowej Afryce; podczas wędrówek zatrzymuje się w  na wybrzeżach i błotnych akwenach wodnych. Zasiedla torfowiska i bagna porośnięte ubogą roślinnością. Jest wszystkożerny, zjada bezkręgowce, m.in. owady, pierścienice, mięczaki i skorupiaki oraz nasiona roślin. Pokarm zbiera z wody i błota, nie sonduje dziobem podłoża.

### Rozród
Jest gatunkiem monogamicznym. Samiec wiosną buduje zwykle 2–3 gniazda, po czym samica wybiera jedno z nich. Ma ono postać wgłębienia w ziemi, bądź kępie roślin, wyłożone jest materiałem roślinnym. Od czerwca do początku lipca samica składa 4 jaja (rzadko 3), które są wysiadywane przez samca i samicę. Po około 21–22 dniach inkubacji wykluwają się młode, które od momentu urodzenia umieją zdobywać pokarm. Później opieką zajmuje się tylko samiec.

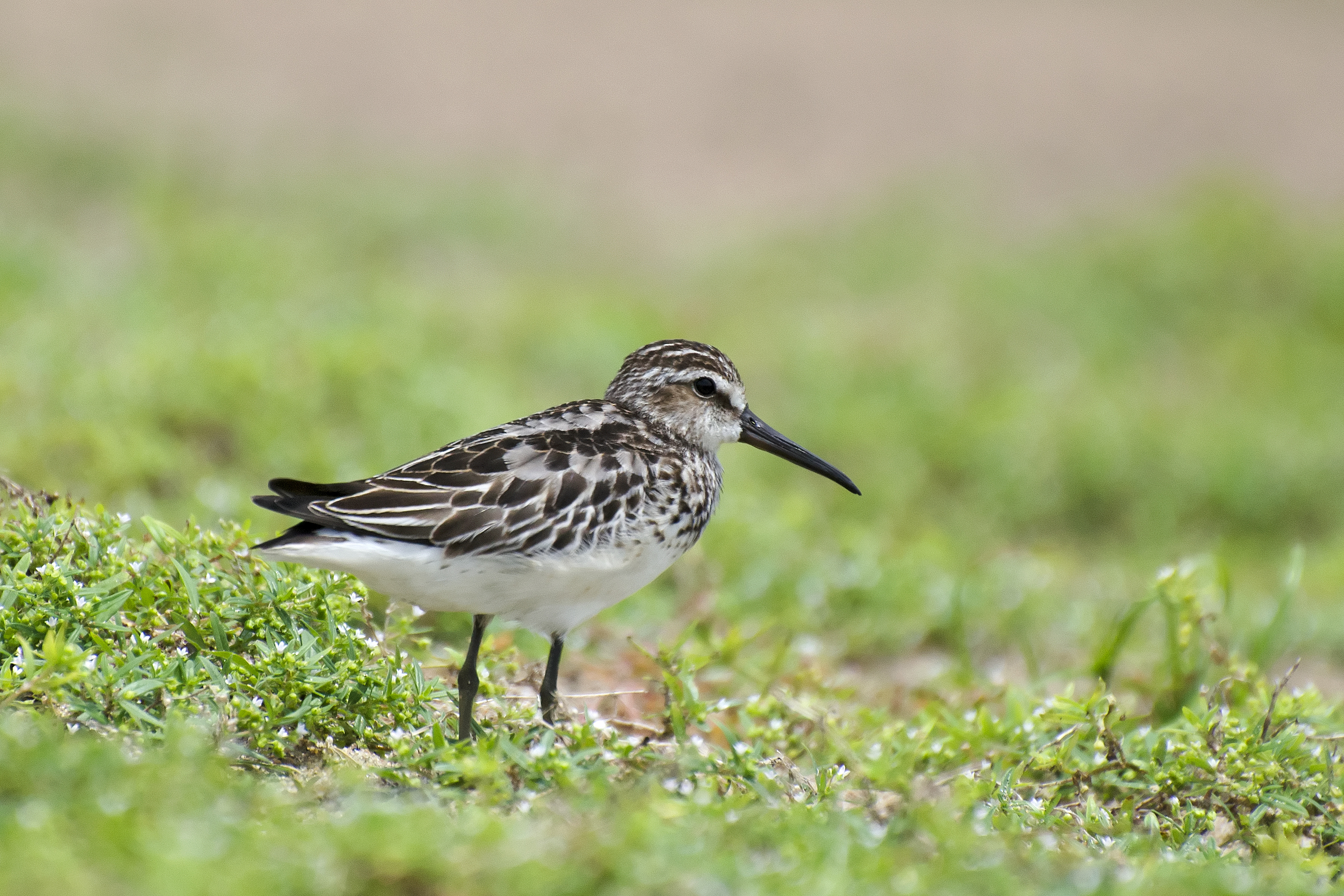
Przedstawiciel podgatunku C. f. sibirica sfotografowany w Indiach

## Status i ochrona
Międzynarodowa Unia Ochrony Przyrody (IUCN) od 2024 roku uznaje biegusa płaskodziobego za gatunek narażony (VU, Vulnerable); wcześniej klasyfikowany był jako gatunek najmniejszej troski (LC, Least Concern). Liczebność światowej populacji w 2024 roku szacowano na 96–136 tysięcy dorosłych osobników. Trend liczebności populacji uznawany jest za silnie spadkowy.
Na terenie Polski gatunek ten jest objęty ścisłą ochroną gatunkową.